# Višeslav
Višeslav je bio knez Primorske Hrvatske početkom 9. stoljeća.

## Životopis
Ime mu se spominje na latinskom natpisu na krstionici koja je po njemu prozvana Višeslavova krstionica. Natpis navodi kako je Višeslav bio „dux”.
Nakon što su porazili avarsku državu i pokorili hrvatska plemena koja su živjela u staroj Panoniji, Franci su čini se odlučili osvojiti i prostore Dalmacije kojom je vladao knez Višeslav. Tako franački markgrof Erik, gospodar Istre, Furlanske i drugih zemalja, kreće sa svojom vojskom prema Primorskoj Hrvatskoj te 799. godine dolazi do Tarsatike kraj Rijeke (Opsada Trsata), gdje se u Franačkim ljetopisima (Annales regni Francorum) za njega kaže da je poginuo u zasjedi.
Povjesničari još uvijek raspravljaju koje je naravi bila ta bitka i tko je zapravo ubio Erika. Neki drže da su to bili Hrvati (Rački, Nada Klaić, Lujo Margetić, Neven Budak), drugi da su to bili avarsko-slavenski izaslanici koji su na taj način htjeli spriječiti odlazak Erika u borbu protiv njih (Nenad Labus), a postoji i mišljenje da se radi o Bizantincima (Ivo Goldstein).

## Višeslavova krstionica
Višeslavova krstionica jedini je dokaz o Višeslavovu postojanju. Visoka je 90 cm i izrađena od jednog komada kamena na kojem je, iznad reljefa križa s tropletom, latinski natpis:
Ovaj izvor naime prima nemoćne da ih vrati prosvijetljene. Ovdje čiste svoja zlodjela što su ih primili od prvog roditelja da postanu kršćani, spasonosno ispovijedajući vječno Trojstvo. Ovo je djelo vješto uresio svećenik Ivan u vrijeme kneza Višeslava [VVISSASCLAVO DVCI] naime na čast svetog Ivana Krstitelja, da posreduje za nj i njegova štićenika.
Višeslav je ovdje jasno nazvan „knezom“ (lat. dux), premda nije određeno čiji je knez bio. Zbog kneževa imena Ivan Kukuljević ju je pripisao zahumskom knezu Višeslavu te da je nastala u Ninu.

## Počasti
- Ulica kneza Višeslava u Splitu, Zagrebu, Mostaru i Posušju.[6][7]
- Trg kneza Višeslava u Zadru.[6]

### Mrežna sjedišta
- Višeslav. Hrvatska enciklopedija LZMK. Pristupljeno 10. travnja 2025.

### Članci
- Labus, Nenad. 2000. Tko je ubio vojvodu Erika?. Radovi Zavoda za povijesne znanosti HAZU. Hrvatska akademija znanosti i umjetnosti. Zadar.  (42): 1–16
- Matijević Sokol, Mirjana. 2007. Krsni zdenac Hrvata. Paleografsko-epigrafska raščlamba natpisa s krstionice kneza Višeslava. Croatica Christiana periodica. Sveučilište u Zagrebu – Katolički bogoslovni fakultet. Zagreb. 31 (59): 1–31
- Grgin, Borislav. 2007. Primjer selektivnog pamćenja: hrvatski srednjovjekovni vladari u nazivlju ulica i trgova najvažnijih hrvatskih gradova. Povijesni prilozi. Hrvatski institut za povijest. Zagreb. 26 (32): 283–294
- Korać, Dijana; Beus, Marina. 2020. Komemoriranje srednjovjekovnih hrvatskih vladara u hodonimima Hercegovine. Hercegovina. Sveučilište u Mostaru - Filozofski fakultet. Mostar.  (6): 383–399

## Vanjske poveznice

### Ostali projekti
|  | Zajednički poslužitelj ima još gradiva o temi Višeslav                        |
|  | Wikizvor ima izvorni tekst Povijest Hrvatske I. (R. Horvat)/Mutimir i Braslav |

| Vladarske titule | Vladarske titule                    | Vladarske titule |
| ---------------- | ----------------------------------- | ---------------- |
| prethodnik Porga | knezovi Primorske Hrvatske oko 800. | nasljednik Borna |